# San Juan Tezompa
San Juan Tezompa är en mindre stad i Mexiko, tillhörande kommunen Chalco i delstaten Mexiko. San Juan Tezompa ligger i den centrala delen av landet och tillhör Mexico Citys storstadsområde. Staden hade 11 819 invånare vid folkräkningen 2010, och var kommunens sjätte största stad.